# Philodendron pachycaule
Philodendron pachycaule är en kallaväxtart som beskrevs av Kurt Krause. Philodendron pachycaule ingår i släktet Philodendron och familjen kallaväxter. IUCN kategoriserar arten globalt som otillräckligt studerad.
Artens utbredningsområde är Ecuador. Inga underarter finns listade.